# Dujam I. Krčki (Frankapan)
Dujam I. Krčki (?, prije 1118. - ?, 1163.), hrvatski plemić i rodonačelnik velikaške obitelji knezova Krčkih, kasnije poznatih kao Frankapani (Frankopani). Došao je na otok Krk za vladavine mletačkog dužda Domenica Michaela te se naselio u kaštelu Gradec kraj Vrbnika, na području otoka gdje je prevladavalo hrvatsko stanovništvo. Ne zna se ništa o njegovu porijeklu, ali njegovo je ime tipično za prostor Dalmacije pa je moguće da se doselio s tog prostora. Budući da je živio na dijelu otoka naseljenom Hrvatima, izgledno je da je i sam bio hrvatskog porijekla.
Vjerojatno se istaknuo svojom sposobnošću pa su ga Mlečani postavili za upravitelja otoka te je sklopljen ugovor o kneštvu kojeg su s mletačkim duždevima obnavljali njegovi potomci. S vremenom je naslov knezova Krčkih postao naziv za čitavu obitelj.
Iz prvog braka je imao dvojicu sinova, Bartola I. († 1198.) i Vida I. († 1193.), dok je iz drugog braka imao sina Bartola II. koji je bio vlasnik Modruša od 1193. godine.

## Vanjske poveznice
- Tko je bio prvi Frankopan povijest.hr
- Frankapan Hrvatska enciklopedija